# 錫爾弗克里克 (明尼蘇達州賴特縣)
錫爾弗克里克（英語：Silver Creek）是位於美國明尼蘇達州賴特縣錫爾弗克里克鎮區的一個普查規定居民點。

## 人口
根據2020年美國人口普查的數據，錫爾弗克里克的面積為4.31平方千米，當中陸地面積為3.86平方千米，而水域面積為0.44平方千米。當地共有人口254人，而人口密度為每平方千米58.93人。